# Trädtjärnen
Trädtjärnen är en sjö i Mora kommun i Dalarna och ingår i Dalälvens huvudavrinningsområde. Sjöns area är 0,034 kvadratkilometer och den befinner sig 358 meter över havet.